# Tomaspis curvata
Tomaspis curvata är en insektsart som beskrevs av Melichar 1915. Tomaspis curvata ingår i släktet Tomaspis och familjen spottstritar. Inga underarter finns listade i Catalogue of Life.